# 狗血型
狗的血型比人類複雜許多，叫法也不一樣，狗的血型目前是用犬紅血球表面抗原（Dog Erythrocyte Antigen，簡稱DEA）區分，科學家將不同表面抗原用數字去代表，分成DEA1（+）、1.1、1.2、3、4、5、6、7、8等型，其中又以DEA1（-）、1.1、1.2最常見，也最需要注意。检验狗的血型和人一样，首先是抽血，然后把血分别滴在这三个框框里，滴下专用试剂，过了一会，就会看到凝成一小点一小点的，便可用以分辨狗的血型。
因為狗隻血型種類多，不同血型所含的蛋白質純度，不如人血般純淨，故首次接受輸血的狗隻，接受任何血型的血液也不會出現排斥。但狗隻體內最多也只能存在兩種血液，故一旦要再次接受輸血時，只能接受本身及首次輸血的血型。甚至连狗隻交配都得注意血型，否则万一乱交配，生产下来狗兒可能会因此而猝死。

## 外部連結
- 狗與貓的血型